# Cheirolophus falcisectus
El cabezón de La Aldea (Cheirolophus falcisectus) es una especie de la familia de las asteráceas, endémica de la isla de Gran Canaria, Canarias.

## Descripción
Se trata de un subarbusto de hasta metro y medio de altura. La planta goza de un gran valor ornamental debido a sus flores, de color púrpura y algo olorosas. Florece entre junio y julio, y da frutos de agosto a septiembre. Se reproduce por semillas. Su cultivo ‘ex situ’ requiere las debidas precauciones dada su costumbre a hibridar con otras especies afines.:)

## Distribución
Es un endemismo exclusivo de Gran Canaria localizado en la  zona suroeste de la isla, en el macizo del Cedro-Hogarzales, formación montañosa que se encuentra en el interior de la Reserva natural especial de Güigüi (o Guguy), entre La Aldea y Veneguera (Mogán), dentro de un área de protección mayor como es el parque rural del Nublo. 
En el Jardín Botánico Viera y Clavijo se cultiva de forma sencilla y allí sus semillas son muy apetecidas por los jilgueros.

## Hábitat
El macizo del Cedro-Hogarzales es la única población conocida, de alrededor de un centenar de ejemplares y se encuentra en acantilados sombríos a unos 600 metros sobre el nivel del mar. Se distribuye en cuatro localizaciones, comprendiendo éstas, siete subpoblaciones: Altos de Los Molinos, Cañada de José Valencia, Cañada del Pino, Morro del Saltadero, Degollada de Aguasabina, Montaña de Hogarzales (Caidero de Tocodomán) y Andén del Pino.

## Estado de conservación
Cheirolophus falcisectus está clasificada como en peligro de extinción en la Lista Roja de la UICN, debido a su área de ocupación de 9 km² y sus patrones de regeneración irregulares. La presencia del pastoreo de cabras y otros animales en ese paraje, ha provocado que la especie se presente solamente en áreas restringidas y de difícil acceso dentro de su hábitat sumamente potencial.

## Nombres comunes
- Castellano: cabezón de Güígüí, cabezón rosado, cabezón de La Aldea